# Río Colentina
El río Colentina es un curso de agua de la cuenca hidrográfica del Danubio, afluente por la izquierda del Dâmboviţa. Discurre por el sur de Rumanía.

## Descripción
El río, con origen en el distrito de Dâmboviţa y cuyo curso alto pasaría cerca de lugares como Bolovani y Stăneşti, tras pasar por el distrito de Ilfov, junto a Bucarest, y embalsarse sus aguas en el lago Cernica, termina desembocando en el río Dâmboviţa, que más adelante cede sus aguas al Argeș.